# Günther Weißenborn (Puppenspieler)
Günther Wilhelm Weißenborn (* 6. März 1951 in Göttingen) ist ein Dramaturg und Puppenspieler. 
Weißenborn schreibt Theaterstücke für Kinder und hat sich als Gestalter und Moderator von Familienkonzerten einen Namen gemacht, die er mit Orchestern in ganz Deutschland erarbeitet. Mit seiner Frau Ursula gründete er 1983 in Bremen „Müllers Marionetten-Theater“, das 1993 ein eigenes Theater in Wuppertal erhielt, das die Eheleute  als persönlich haftende Gesellschafter leiten.

## Biografie
Günther W. Weißenborn wurde 1951 als erstes Kind des Musikers Günther Weißenborn und als zweites Kind von Elske Weißenborn, verwitwete Gritschke, geborene Grytzka, in Göttingen geboren. 
Er besuchte Schulen in Göttingen, Laubach und Detmold um im Jahre 1972 am Musischen Gymnasium in Detmold das Abitur abzulegen. Danach studierte er erst Medizinischen Apparatebau, später Musikwissenschaft in Gießen und Hamburg. Das Studium brach er 1977, einem Ruf als Dramaturg an das Schauspielhaus Nürnberg (Intendant Hansjörg Utzerath) folgend, ab. Später arbeitete er als Musikdramaturg an den Stadttheatern in Lübeck, Bremen (Intendant Arno Wüstenhöfer) und Wuppertal, bevor er 1986 an die Deutsche Oper am Rhein in Düsseldorf/Duisburg (Intendant Kurt Horres) wechselte, der er sechs Jahre lang angehörte.  
Bereits im Jahre 1983 gründete er zusammen mit seiner Frau Ursula (geborene Müller) in Bremen „Müllers Marionetten-Theater“, das im Jahr 1993 ein eigenes Theater in Wuppertal eröffnete.
1993 wurde Günther W. Weißenborn freischaffender Dramaturg und trat als Puppenspieler in Müllers Marionetten-Theater ein, das seit diesem Jahr von den Eheleuten Ursula und Günther Weißenborn als persönlich haftende Gesellschafter geführt wird. 
Günther W. Weißenborn hat zwei Kinder.